# Marcelo Djaló
Marcelo Amado Djaló Taritolay (* 8. Oktober 1993 in Barcelona) ist ein guinea-bissauisch-spanischer Fußballspieler.

## Karriere

### Verein
Marcelo Djaló erlernte das Fußballspielen in den spanischen Jugendmannschaften von Pineda, CE Mataró, Sánchez Llibre und Real Madrid. Seinen ersten Vertrag unterschrieb er im August 2012 beim CF Badalona in Badalona. Nach einer Spielzeit, in der er 21 Ligaspiele bestritt, wechselte er im Juli 2019 in die zweite Mannschaft des Erstligisten FC Granada. Im August 2014 nahm ihn der italienische Erstligist Juventus Turin unter Vertrag. Im gleichen Monat wechselte er für eine Spielzeit auf Leihbasis zu seinem vorherigen Verein, dem Club Recreativo Granada (FC Granada II). Die Spielzeit 2015/16 spielte er auf Leihbasis bei den spanischen Klubs FC Girona und UCAM Murcia CF. CD Lugo, ein spanischer Zweitligist, lieh ihn die Saison 2016/17 aus. Für den Verein aus Lugo bestritt er 25 Zweitligaspiele. Nach Vertragsende bei Juventus ging er nach England. Hier schloss er sich im Londoner Stadtteil Fulham dem Zweitligisten FC Fulham an. Am Ende der Spielzeit 2017/18 belegte er mit dem Klub den dritten Tabellenplatz und qualifizierte sich somit für die Play-off-Spiele zur ersten Liga. Hier konnte man sich im Finale gegen Aston Villa mit 1:0 durchsetzen und stieg somit in die erste Liga auf. In der Saison 2017/18 spielte er zweimal in der zweiten Liga. Nach dem Aufstieg wurde er von August 2018 bis Januar 2019 an den spanischen Klub Extremadura UD ausgeliehen. Im Februar 2019 kehrte er nach England zurück. Hier kam er jedoch nicht in der ersten Liga zum Einsatz. Ende August 2019 nahm ihn sein ehemaliger Verein CD Lugo wieder für zwei Jahre unter Vertrag. Nach 42 Ligaspielen wechselte er Ende August 2021 nach Portugal. Hier verpflichtete ihn der Erstligist Boavista Porto. Für den Verein aus Boavista, einem Stadtteil von Porto, bestritt er ein Erstligaspiel. Nachdem sein Vertrag im November 2021 nicht verlängert worden war, war er bis Anfang August 2022 vertrags- und vereinslos. Die Saison 2022/23 stand er beim Hércules Alicante in Alicante unter Vertrag. 2023/24 spielte er beim CF Palencia in Palencia. Im Juli 2024 zog es ihn nach Asien, wo er in Thailand einen Vertrag beim Erstligisten Buriram United unterschrieb. Am Ende der Saison 2024/25 feierte er mit Buriram die thailändische Meisterschaft. Nach einer Spielzeit, in der er 19 Ligaspiele für den Verein aus Buriram bestritt, wurde sein Vertrag im Sommer 20252 nicht verlängert.

### Nationalmannschaft
Marcelo Djaló gab sein Länderspieldebüt am 29. Juni 2019 im Gruppenspiel der Gruppe F im Rahmen des Afrika Cups. In Ismailia trennte man sich gegen Benin 0:0-Unentschieden. Hier stand er in der Startelf und spielte die kompletten 90 Minuten. Am Ende belegte er mit dem Team den letzten Tabellenplatz der Gruppe und schied aus dem Wettbewerb aus.

## Erfolge
Buriram United
- Thailändischer Meister: 2024/25